# Шведененко Максим Авксентійович

Шведененко Максим Авксентійович (в свідоцтві про народження — Швиданенко) — український науковець, геолог, петрограф.

## Біографія
Народився 11 вересня за старим стилем 1902 року в с. Зелене П'ятихатського району Дніпропетровської обл. (нині — Кіровоградської).
Основним зайняттям батьків було хліборобство. Скупі відомості про цю талановиту людину знаходимо в його особовій справі, яка зберігається в архіві Національного гірничого університету.
До революції в 1915—1917 роках — учень слюсаря в ремісничому училищі села Саксагань.
З 1919 по 1922 рік Шведененко — співробітник з особливих доручень волосного воєнвідділу та завідувач політпросвітою в с. Зелене Криворізької округи. В 1922 році вступає на робфак Дніпропетровського гірничого інституту, а з 1 жовтня 1924 році його зараховують студентом цього інституту.
В 1929 році Шведененко успішно закічує інститут і отримує освіту інженера-геолога. Глибокі теоретичні знання, отримані їм під час навчання в одному з найкращих на той час ВУЗів країни, де читали лекції такі видатні вчені, як проф. І. І. Танатар, проф. Л. Л. Іванов, проф. М. Й. Лебедєв, та багато інших, — Шведененко доповнив добрими практичними навичками, отриманими під час щорічної літньої практики. Так, влітку 1924 року він працює на шахті рудника ім. Рухімовича (Південхімтрест). Влітку 1926 року проходив практику при маркшейдерському відділу тресту «Уралазбест», де займався розшуком асбестових родовищ в межах Баженовских азбестових рудників.
Керівництво тресту відмітило його серйозне і старанне відношення, та любов до справи. Влітку 1927 року студент геолого-розвідочного відділення Шведененко М. А. під час практики займався вивченням «Артемівського рудника ПРТа» (Південнорудний трест).
З 1 червня по 1 жовтня 1928 року Шведененко М. А. був на службі розвідувальної партії Північно–Кавказького Гірничпрому в Інгушській автономній області. Крім технічної роботи: бусольної зйомки, складення геологічних розрізів, зарисовок, зібрання колекцій та нагляду за гірничими роботами, виконувов ще господарську і звітну роботу. Був найближчим помічником і заступником начальника розвідкових партій гірничого інженера Клопова.
Ще під час навчання, з 1 січня 1929 року, Шведененко затвердили лаборантом кафедри загальної та прикладної геології (лаборантом — препаратором). Після закінчення навчання він залишається працювати в гірничому інституті. З 1929 року по 1932 рік Шведененко — асистент та старший асистент ДГІ.
27 лютого 1931 року проф. Танатар повідомив директора Гірничого інституту про те, що викладач Шведененко М. А. призначається одночасно завідувачем господарською частиною мінералогічного Кабінету. Ці обов'язки він виконував до вересня 1935 року.
В 1935 році працював на посаді доцента по кафедрі петрографії Дніпропетровського гірничого інституту. В цьому ж році успішно захистив кандидатську дисертацію і затверджений кандидатом наук.
Ще студентом, 6 вересня 1927 року Шведененко Максим Авксентійович одружується з Лідією (Елизаветою) Іванівною Ратомською, вродливою і розумною дівчиною, яка до революції закінчила гімназію та володіла французькою і німецькою мовами. Її велика родина проживала тут же, в Дніпропетровську.
14 липня 1931 року в них народилася дочка Юлія, а в 1933 році — син Віталій. Родинне щастя було безмежним. Обом здавалося, що так буде вічно. Та доля готувала їм інше. В листопаді 37 року Максима Авксентієвича заарештували. На той час він працював виконуючим обов׳язки декана геологічного факультету. 14 листопада за розпорядженням директора інституту Шведененко з роботи звільнено.
Після арешту чоловіка Лідія Іванівна мусила виїхати з Дніпропетровська, проживати під іншим прізвищем. Дітей віддала родичам. Їм теж довелося жити під чужими прізвищами, межи чужими людьми, та по дитячих будинках.
Вже в 1956 році дружині видали свідоцтво про смерть чоловіка, яка сталася близько 18 вересня 1944 року від цукрового діабету. Та, скоріше за все, його було розстріляно в тому ж 1937 році — червоні сталінські кати навмисно вносили плутанину, ховаючи сліди свїх кривавих злочинів.
Справа по звинуваченню Шведененко М. А. переглянута Президією Дніпропетровського обласного суду 11 червня 1958 року. Постанова Трійки УНКВС УРСР по Дніпропетровській області від 3 грудня 1937 р. по відношенню до Шведененко М. А. відмінена і справа виробництвом зупинена за відсутністю складу злочину. Шведененко реабілітований посмертно.